# Theodor Pieschel (Politiker)
Theodor Pieschel (* 24. März 1847 in Tümpling; † 13. Januar 1899 in Naumburg (Saale)) war ein deutscher Jurist und Reichstagsabgeordneter.

## Leben
Pieschel besuchte die Landesschule Pforta und studierte von 1866 bis 1869 an den Universitäten Heidelberg und Berlin. 1869 promovierte er und war dann erst Auskultator, 1870 Referendar und 1876 Assessor. Vom 1. Oktober 1876 bis 1888 war er Kreis- und Amtsrichter in Eckartsberga und seit 1888 in Erfurt. Zuletzt war er Landgerichtsrat in Naumburg. 1869 war er Einjährig-Freiwilliger, machte 1870/71 den Deutsch-Französischen Krieg mit und war ab 1871 Reserve-Offizier. 1886 wurde ihm der Abschied mit Uniform bewilligt.
Von 1890 bis 1898 war er Mitglied des Deutschen Reichstags für den Wahlkreis Schwarzburg-Sondershausen und die Nationalliberale Partei. Gewählt als Abgeordneter zum Preußischen Abgeordnetenhaus der 19. Legislaturperiode starb er 3 Tage vor der Eröffnung der ersten Session.
Sein Sohn war Theodor Pieschel (Landrat).